# Канкриніт
Канкриніт — мінерал класу силікатів групи фельдшпатоїдів, алюмосилікат натрію і кальцію каркасної будови.

## Етимологія та історія
Канкриніт був вперше виявлений на Уралі у районі річки Міас у Челябінській області Росії та описаний у 1839 році німецьким мінералогом Густавом Роузом (1798—1873), який назвав мінерал на честь німецько-російського генерала і російського міністра Георга Людвіга Даніеля графа Канкріна (1774, Німеччина — 1845, Росія), який був особливо зацікавлений у модернізації гірничої справи та солеварнні.

## Загальний опис
Хімічна формула: Na6 Ca[CO3|(AlSiO4)6]•2Н2O або (Na,Ca)₈(Al₆Si₆)O₂₄(CO₃,SO₄)₂·2H₂O або Na6Ca2Al6Si6O24(CO3)2. Містить (%): Na2О — 17,8; CaO — 4,0; SiO2 — 38,7; Al2О3 — 29,3; СО3 — 6,3; Н2O — 3,9.
Кінцевий член безперервного ізоморфного ряду канкриніту, Na6Ca2[AlSiO4]6(CO3)2•(1-5)Н2O — вишневіт.
Проміжні члени: сульфат-канкриніт (80-50 % канкринітової компоненти), карбонат-вишневіт (50-20 %). Домішки К, Cl.
Сингонія гексагональна.
Колір білий, сірий, жовтий, червонуватий; вишневіт — ясно-блакитний до голубувато-синього. Блиск скляний, на зламі жирний. Спайність середня до довершеної. Крихкий. Твердість 5,5-6,5. Густина 2,5. П'єзоелектрик (п'єзоелектричний ефект в 10 раз перевищує ефект кварцу).
Породотвірний мінерал магматичних фельдшпатоїдних гірських порід і лужних пегматитів. Утворюється за рахунок нефеліну під дією сульфатних або карбонатних постмагматичних розчинів.
Основний мінерал у деяких лужних магматичних породах, включаючи пегматити в нефелінових сієнітах; також як продукт зміни нефеліну.
Асоціює з фельдшпатоїдами, включно з содалітом, кальцитом і нефеліном, крім того — з натролітом, ортоклазом, монтичелітом, титановим андрадитом, цирконом.
|  |  |

## Різновиди
Розрізняють:
- канкриніт карбонатистий (відміна канкриніту, в якій серед додаткових аніонів переважає [СО3]2-);
- канкриніт натріїстий (різновид канкриніту, який містить 18,41 % Na2O);
- канкриніт сульфатний (вишневіт — різновид канкриніту, в якому аніон [СО3]2- частково заміщений аніонами [SO4]2- i Cl-, а Na на К).

## Поширення
На річці Міас, Ільменських горах, Південному Уралі та на Кольському півострові, Росія. З Тведалена та Лангесуннсфіорд, Норвегія. Знайдено поблизу озера Лох-Боролан, Ассінт, Шотландія. Навколо озера Лахер-Зе, район Айфель, Німеччина. З Везувію, Кампанія, Італія. У США, штати Мен, Пенсільванія, Колорадо, Нью-Мексико.
У Канаді провінції Онтаріо, Квебек та ін.
Типовий матеріал: Музей Гумбольта, Берлін, Німеччина

## Використання
У науці синтетичні канкриніти, склад яких часто відрізняється від складу мінералу, служать модельною системою для цеолітів. Епсилон-клітина канкриніту є структурним будівельним блоком цеоліту L.
Перспективний п'єзооптичний матеріал.